# 中国女子サッカー・全国リーグ
全国女子サッカーリーグ（簡体字中国語: 全国女足联赛）は、中国サッカー協会（CFA）傘下で運営する中華人民共和国の女子サッカーリーグである。2013年現在、16チームが在籍している。

## 歴史
1992年に全国女子サッカーリーグとして発足。初年度の参加クラブは11チーム。リーグが開始された当時、1991年の1991 FIFA女子ワールドカップの自国開催や1999年の1999 FIFA女子ワールドカップ準優勝など中国女子代表の国際舞台における活躍が見られたためリーグに参加するチームは増加したが、国内では女子サッカーの市場としての需要がまだそれほど高くなかったために注目度は低かった。これを解消すべく、1997年には「中国女子サッカー・超級リーグ」（中国語: 中国女子足球超级联赛）と名称を変更し、全国女子サッカーリーグを2部リーグとして開始した。この年の超級リーグは4チームによるホームアンドアウェーの対戦で勝者を決定していた。2003年からは南北に分割されて開催されている。
一時、中国女子サッカークラブのクラブ数が減少したためにリーグの昇降格が機能しなくなり、2007年には2部リーグとしての全国女子サッカーリーグを廃止。2011年には超級リーグから全国女子サッカーリーグに名称が戻された。
2015年より再び2部制に戻り、「中国女子サッカー・超級リーグ」の名称が復活。なお2部リーグには男子サッカーと同じ「甲級リーグ」（中国語: 中国女子足球甲级联赛）の名称が用いられている。2016年現在は超級・甲級各8チームの計16チームが参加している。

## リーグ方式
2012年現在は、女子チームの経営的な負担を改善するために、全16チームを期間ごとに4チーム4組に振り分け、各4組の内1チームのホームタウンに各組のチームが集まってセントラル方式で戦い、ホームを持ちまわりで変化させてリーグの日程をこなす、マルチ・セントラル方式とでも呼ぶべき方式が採用されている。2012年のリーグは4月から10月まで2回戦総当り制で全30試合を戦う。

## 参加チーム（2013シーズン)
| クラブ名                       | ホームタウン       |
| ------------------------------ | ------------------ |
| 大連阿爾濱女子足球倶楽部       | 遼寧省大連市       |
| 江蘇華泰女子足球倶楽部         | 江蘇省             |
| 上海上視SVA女子足球倶楽部      | 上海市             |
| 天津今晚傳媒匯森女子足球倶楽部 | 天津市             |
| 北京八喜女子足球倶楽部         | 北京市             |
| 長春大衆卓越女子足球倶楽部     | 吉林省長春市       |
| 河北体彩女子足球倶楽部         | 河北省             |
| 人民解放軍女子足球倶楽部       |                    |
| 四川剣南春女子足球倶楽部       | 四川省             |
| 山東皇明女子足球倶楽部         | 山東省             |
| 陝西欧亜学院女子足球倶楽部     | 陝西省             |
| 武漢江漢大学女子足球倶楽部     | 湖北省武漢市       |
| 河南鋼鉄女子足球倶楽部         | 河南省             |
| 広東海印女子足球倶楽部         | 広東省             |
| 浙江杭州西子女子足球倶楽部     | 浙江省杭州市       |
| 広西女子足球倶楽部             | 広西チワン族自治区 |

## 歴代優勝チーム
各シーズン優勝チームのリスト。
| 年   | 優勝チーム         |
| ---- | ------------------ |
| 1992 | 北京隊             |
| 1993 | 非開催             |
| 1994 | 大連隊             |
| 1995 | 大連隊             |
| 1996 | 上海遠東           |
| 1997 | 広東海印           |
| 1998 | 上海遠東           |
| 1999 | 北京城建           |
| 2000 | 上海上視STV        |
| 2001 | 上海上視STV        |
| 2002 | 北京城建           |
| 2003 | 上海上視SVA        |
| 2004 | 上海上視SVA        |
| 2005 | 上海上視SVA        |
| 2006 | 上海上視SVA        |
| 2007 | 天津匯森           |
| 2008 | 大連実徳           |
| 2009 | 江蘇華泰           |
| 2010 | 上海上視STV        |
| 2011 | 上海上視STV        |
| 2012 | 大連実徳           |
| 2013 | 大連阿爾濱         |
| 2014 | 上海上視SVA        |
| 2015 | 上海上視SVA        |
| 2016 | 大连女子足球俱乐部 |
| 2017 | 大连女子足球俱乐部 |
| 2018 | 大连女子足球俱乐部 |
| 2019 | 江蘇 W             |
| 2020 | 武漢江大 W         |
| 2021 | 武漢江大 W         |
| 2022 | 武漢江大 W         |